# Берекет (станция)
Берекет (туркм. Bereket demirýol menzili) — пассажирская железнодорожная станция в городе Берекете.

## История
Станция была построена в 1885 году, коренная реконструкция железнодорожного вокзала была проведена в 2013 году. Станция является важным стратегическим железнодорожным узлом на Закаспийской железной дороге (Каспийское море — Туркменистан — Узбекистан — Казахстан) и транснациональной железной дороге Север — Юг (Россия — Казахстан — Туркменистан — Иран — Персидский залив).